# Heidermühle (Hemer)
Heidermühle ist seit der kommunalen Neuordnung, die am 1. Januar 1975 in Kraft trat, ein Ortsteil der Stadt Hemer in Nordrhein-Westfalen. Zuvor gehörte die Siedlung zur selbstständigen Gemeinde Ihmert, die sie am 1. Januar 1969 von Evingsen übernommen hatte.
Heidermühle liegt im Südosten des Stadtgebiets am Ufer des Heppingser Bachs, der wenige Kilometer weiter südlich als Gelmecke entspringt und im weiteren Verlauf als Oese in die Hönne mündet. Die Siedlung liegt innerhalb eines Waldgebiets und ist verkehrstechnisch durch die K 32 erschlossen. Nachbarsiedlungen sind die Hemeraner Ortsteile Heppingsen im Nordwesten, Heide im Westen, Stodt im Südwesten sowie Hüingsen im Süden. Im Osten trennt die Stadtgrenze zu Balve Heidermühle mit dem Dorf Leveringhausen.
Bekannt ist Heidermühle für die Forellenzucht, für die dort mehrere Fischteiche angelegt wurden. Außerdem befindet sich in Heidermühle ein Seniorenheim.